# Megan Moulton-Levy
Megan Moulton-Levy (Grosse Pointe, 11 maart 1985) is een tennisspeelster uit de Verenigde Staten. Moulton is de achternaam van haar moeder; Levy die van haar vader. Zij begon op driejarige leeftijd met tennis, toen zij met haar oudere zus mee naar de tennisbaan ging. Haar favoriete ondergrond is hardcourt. Zij speelt rechtshandig, met een enkelhandige backhand. Zij was actief in het proftennis van 2008 tot en met 2017.

## Loopbaan
Moulton-Levy behaalde in het dubbelspel betere resultaten dan in het enkelspel. In deze discipline vergaarde zij tien ITF-titels. Daarnaast won zij één WTA-titel, op het dubbelspeltoernooi van het toernooi van Monterrey in 2014, samen met de Kroatische Darija Jurak – in de finale versloegen zij het eerste reekshoofd, Tímea Babos en Volha Havartsova. Haar hoogste notering op de WTA-ranglijst is de 50e plaats, die zij bereikte in juli 2013.
In 2003 en 2004 maakte Moulton-Levy deel uit van het Amerikaanse Fed Cup-team – zij behaalde daar een winst/verlies-balans van 10–4.

## Posities op deWTA-ranglijst
Positie per einde seizoen:
| jaar | rang enkelspel | rang dubbelspel |
| ---- | -------------- | --------------- |
| 2004 | 1122           | 677             |
|      |                |                 |
| 2008 | 459            | 329             |
| 2009 | 275            | 165             |
| 2010 | –              | 133             |
| 2011 | –              | 95              |
| 2012 | –              | 84              |
| 2013 | –              | 56              |
| 2014 | –              | 57              |
| 2015 | –              | 519             |
|      |                |                 |
| 2017 | –              | 370             |

## Resultaten grandslamtoernooien
| Legenda | Legenda                          |
| ------- | -------------------------------- |
| g.t.    | geen toernooi gehouden           |
| l.c.    | lagere categorie                 |
| –       | niet deelgenomen                 |
| G       | uitgeschakeld in de groepsfase   |
| 1R      | uitgeschakeld in de eerste ronde |
| 2R      | uitgeschakeld in de tweede ronde |
| 3R      | uitgeschakeld in de derde ronde  |
| 4R      | uitgeschakeld in de vierde ronde |
| KF      | uitgeschakeld in de kwartfinale  |
| HF      | uitgeschakeld in de halve finale |
| F       | de finale verloren               |
| W       | het toernooi gewonnen            |
| w-v     | winst/verlies-balans             |

### Enkelspel
geen deelname

### Vrouwendubbelspel
| toernooi        | 2011 | 2012 | 2013 | 2014 | 2015 |    | 2017 |
| --------------- | ---- | ---- | ---- | ---- | ---- | -- | ---- |
| Australian Open | –    | –    | 2R   | 1R   | 1R   | 2R |      |
| Roland Garros   | –    | –    | 2R   | 1R   | –    | –  |      |
| Wimbledon       | 1R   | 1R   | 2R   | 1R   | –    | –  |      |
| US Open         | –    | 1R   | 2R   | 2R   | –    | 1R |      |

### Gemengd dubbelspel
| Toernooi        | 2013 | 2014 |
| --------------- | ---- | ---- |
| Australian Open | –    | –    |
| Roland Garros   | –    | 1R   |
| Wimbledon       | –    | 1R   |
| US Open         | 1R   |      |

## Palmares
| Legenda                 |
| ----------------------- |
| Grandslamtoernooi       |
| Olympische Spelen       |
| Year-End Championships  |
| Premier Mandatory       |
| Premier Five / WTA 1000 |
| Premier / WTA 500       |
| International / WTA 250 |
| Challenger / WTA 125    |

### WTA-finaleplaatsen enkelspel
geen

### WTA-finaleplaatsen vrouwendubbelspel
| nr.              | finale     | toernooi      | ondergrond | partner      | tegenstandsters              | score            |         |
| ---------------- | ---------- | ------------- | ---------- | ------------ | ---------------------------- | ---------------- | ------- |
| gewonnen finales |            |               |            |              |                              |                  |         |
| 1.               | 2014-04-06 | WTA Monterrey | hardcourt  | Darija Jurak | Tímea Babos Volha Havartsova | 7-6, 3-6, [11-9] | details |
| verloren finales |            |               |            |              |                              |                  |         |
| geen             |            |               |            |              |                              |                  |         |